# Ducati ST4
Die Ducati ST4 ist ein Sporttouring-Motorrad des italienischen Herstellers Ducati. Gebaut wurde die Ducati ST4 von 1999 bis 2003. 
Ab 1999 wurde die ST2 um ein leistungsstärkeres Modell ergänzt. Die ST4 übernahm den Desmoquattro-Motor aus dem Superbike Ducati 916. Aufgrund der beengten Platzverhältnisse der ST2 mussten jedoch die Zylinderköpfe überarbeitet werden, die Auslass-Nockenwelle liegt um 15 mm tiefer. Mit den im Namen angedeuteten vier Ventilen pro Zylinder bietet der Antrieb trotz Hubraummanko ein deutliches Leistungsplus von 83 auf 107 PS.
Nach großer Kritik wurde der federbelastete Seitenständer ab dem Jahr 2000 gegen einen Ständer mit Zündunterbrechung ausgetauscht. Dieser unterscheidet allerdings nicht zwischen eingelegtem Gang oder Leerlauf, sondern schaltet den Motor bei ausgeklapptem Ständer immer ab. Spätere Modelljahre wechselten von goldenem Rahmen und Felgen zu silbernem Lack.
Probleme gab es mit sich selbst lösender Chrombeschichtung der Kipphebel der Desmodromik, die durch einen Zuliefererwechsel gebessert werden konnten.

## Ducati ST4s
2002 erfolgte eine Überarbeitung zur ST4s. Wie schon die ST4, erhielt auch die ST4s den Motor eines frisch eingestellten Superbikes, in diesem Fall den der 996. Aus ebenso viel Hubraum bietet der Tourenableger sogar mehr Leistung durch eine geänderte Auspuffanlage. Dazu gab es volleinstellbare Gabeln und Hinterradfederung von Öhlins sowie eine leichtere Aluminiumschwinge statt der bisherigen Version aus Stahl. 2004 erhielt die Ducati ST4s ein Facelift, bei dem die Front und der Tacho geändert wurden. Das Motorrad war wie auch spätere Modelle mit ABS zu erhalten.

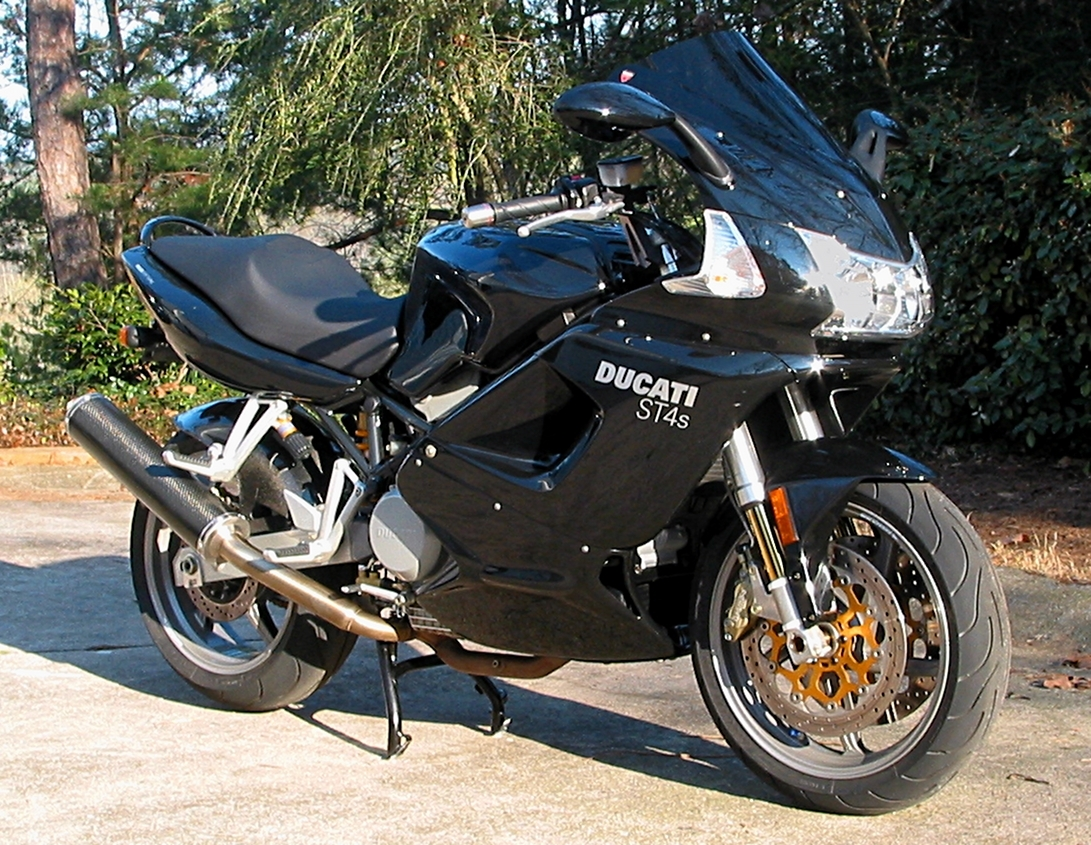
Facelift Ducati ST4s

## Technische Daten
|                        | ST4                                                                            | ST4s                                                                           |
| ---------------------- | ------------------------------------------------------------------------------ | ------------------------------------------------------------------------------ |
| Baujahr                | 1999–2003                                                                      | 2001–2007                                                                      |
| Motorbauart            | Desmoquattro: wassergekühlter 90° V2-Motor 4 Ventile pro Zylinder, Desmodromik | Desmoquattro: wassergekühlter 90° V2-Motor 4 Ventile pro Zylinder, Desmodromik |
| Hubraum                | 916 cm³                                                                        | 996 cm³                                                                        |
| Bohrung × Hub          | 94 mm × 66 mm                                                                  | 98 mm × 66 mm                                                                  |
| Verdichtungsverhältnis | 11:1                                                                           | 11,5:1                                                                         |
| Nennleistung           | 79 kW (107 PS) bei 9.000/min                                                   | 86 kW (117 PS) bei 8.750/min                                                   |
| max. Drehmoment        | 89 Nm bei 7.500/min                                                            | 98 Nm bei 7.000/min                                                            |
| Kupplung               | hydraulische Mehrscheiben-Trockenkupplung                                      | hydraulische Mehrscheiben-Trockenkupplung                                      |
| Getriebe               | 6-Gang-Getriebe                                                                | 6-Gang-Getriebe                                                                |
| Radstand               | 1430 mm                                                                        | 1430 mm                                                                        |
| Trockengewicht         | 215 kg                                                                         | 217 kg                                                                         |